# Evgueni Beliaïev
Pour les articles homonymes, voir Beliaïev.
 (septembre 2013).
Evgueni Mikhaïlovitch Beliaïev (en russe : Евгений Михайлович Беляев), né le 11 septembre 1926 à Klintsy, près de Briansk en URSS et décédé le 21 février 1994 à Moscou en Russie, est un ténor soviétique, artiste du peuple de l'URSS (en 1967) et lauréat du prix d'État de l'URSS (en 1978).

## Biographie
Vétéran de la Seconde Guerre mondiale, Evgueni Beliaïev est diplômé de l'Académie russe de musique Gnessine en 1968. Il est membre du Parti communiste de l'Union soviétique à partir de 1952[réf. nécessaire].
À partir de 1955, il est soliste des Chœurs de l'Armée rouge. Avec l'ensemble, il a notamment interprété les chansons Les Rossignols, Dans la tranchée, Où commence la Mère-Patrie ?, Restons amis et d'autres chansons de compositeurs soviétiques ainsi que des chansons folkloriques russes et ukrainiennes. Son interprétation la plus célèbre reste celle de la chanson Kalinka.
En 1960, il participe au tournage de l'émission télévisée Flamme bleue du Nouvel-An (en russe : Новогодний Голубой огонек) et y interprète la chanson Troïka de Piotr Boulakhov.
Juste avant sa mort, Evgueni Beliaïev avait été traité pour une maladie cardiaque. En rentrant chez lui, il meurt subitement d'une crise cardiaque. Il est enterré au cimetière Troïekourovskoïe.

## Prix et distinctions
- Artiste émérite de la RSFSR (1958)
- Artiste du peuple de la RSFSR (1960)[5]
- Artiste du peuple de l'URSS (1967)
- Prix d'État de l'URSS (1978)
- Ordre de la Guerre patriotique (1985)
- Ordre de l'Étoile rouge
- Médaille du Courage[6]
- Médaille « Pour le mérite militaire »
- Citoyen d'honneur de Klintsy[7]